# 5號國道 (柬埔寨)

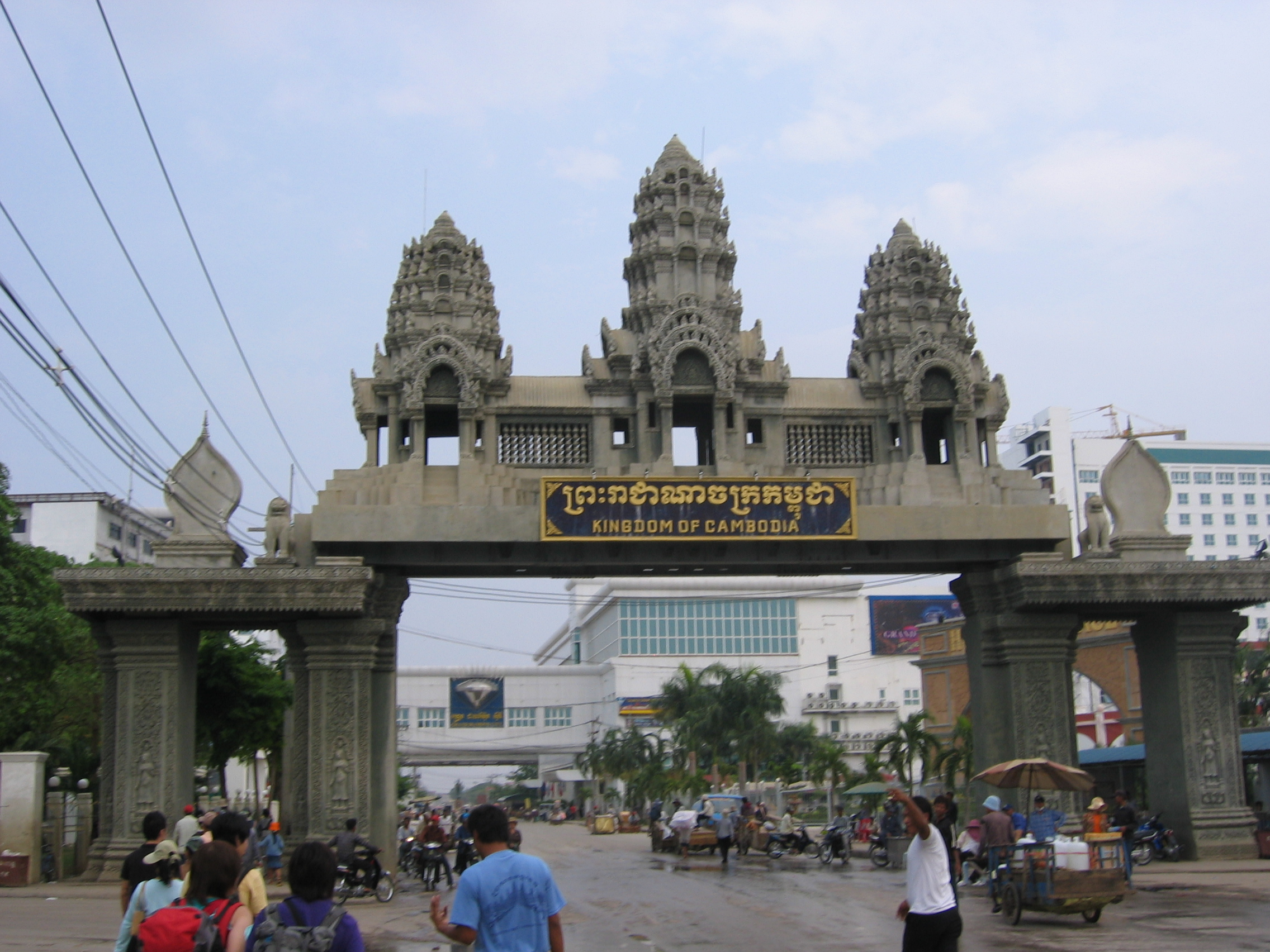
位於柬埔寨波貝的國門

5號國道是柬埔寨一條國家級公路，東起首都金邊，沿洞里薩湖南岸而行，西至班迭棉吉省、泰國邊境上的波貝，全長407.45公里。在亞蘭與泰國33號國道相接。
是泛亚公路1号线的一部份。